# ロック・ミュージカル
ロック・ミュージカル（Rock musical）は、ロックを伴うミュージカルのことである。このジャンルは、ロックを語るうえで、コンセプト・アルバムなどと重なるかも知れないし、コンセプト・アルバムから生まれたロック・ミュージカルもいくつかある。ロック・ミュージカルの代表的な作品には、『ヘアー』、『グリース』、『レント』などがある。『The Who's Tommy』(1992年）のように、ロック・オペラと呼ばれる作品がミュージカル化されたものもある。

## 歴史
ロック・ミュージカルにヒントを与えた最初のミュージカルは1957年の『ジーグフェルド・フォリーズ』の最終版だと言われる。この作品には、当時50歳のビリー・デ・ウルフが歌う『The Juvenile Delinquent（非行少年）』というロックンロール・ナンバーがフィーチャーされていた。続いて、ロック・ミュージカルの先駆けになった作品に『バイ・バイ・バーディー』（1960年）がある。その後、ブロードウェイにロックンロールが戻ってくるまで、7年待たねばならなかったが、ロックをミュージカルに取り込むという、これら初期の試みが、1967年の『ヘアー』にはじまるロック・ミュージカルの道を切り開いたと言えるだろう。
「The American Tribal Love-Rock Musical」という副題がつけられ、反戦、フリーラヴ、ヒッピーをテーマに取り上げ、ヌード・シーンも登場する『ヘアー』は、1967年、ニューヨークのパブリック・シアターで初演され、1968年4月にブロードウェイに進出した。ロック・ミュージカルがミュージカルの重要なジャンルとなったのは、『ヘアー』のヒット以降である。同じ1968年、ウィリアム・シェイクスピアの『十二夜』の性別を入れ替えた『ユア・オウン・シング』もスタートした。
アンドルー・ロイド・ウェバー作曲、ティム・ライス作詞の『ジーザス・クライスト・スーパースター』は、元々はミュージカルではなくコンセプト・アルバムとして、1970年に発表された。この作品はしばしばロック・オペラにカテゴライズされることもある。アルバムの売り上げで、1971年に舞台化された。『ジーザス・クライスト・スーパースター』のような論争を起こすほどのものではなかったが、『ゴッドスペル（Godspell）』（1970年）も宗教的テーマを扱ったミュージカルで、ポップ/ロックの影響も受けていた。
1970年代を通して、ロック・ミュージカルは発展を続け人気を獲得していった。この時期に発表されたのは、『グリース』、『ピピン』、『ロッキー・ホラー・ショー』などである。劇的かつエモーショナルなテーマを持ちながら、会話がいっさいないもの、あるいはオペラを思い起こさせるものもあったが、それはロック・オペラと呼ぶべきかも知れない。さらにロック・ミュージカルは別の方向にも広がっていった。たとえば、『ザ・ウィズ』、『レイズン（干しぶどう）』、『ドリームガールズ』、『パーリー/Purlie』などはリズム・アンド・ブルースやソウルミュージックの影響が色濃いし、『マンマ・ミーア!』や『ジャージー・ボーイズ』といった既成の曲をフィーチャーしたジュークボックス・ミュージカルも現れた。
しかし、1980年代になって、ロック・ミュージカルは下火になってゆく。そんな中、『リトル・ショップ・オブ・ホラーズ』（1982年）、『チェス』（1986年）が健闘したが、観客の嗜好は、ノスタルジックな出し物同様、『レ・ミゼラブル』、『オペラ座の怪人』といった、いかにもヨーロッパ的なスコアの作品に向かっていく。
1990年代になって、ようやくロック・ミュージカルはルネサンスを成し遂げる。その功績は少なからず、ジョナサン・ラーソン作のトニー賞・ピューリッツァー賞受賞作『レント』（1996年）の成功に負っている。続いて『バットボーイ』（1997年）や、性転換ロック・シンガーが主人公のジョン・キャメロン・ミッチェル作『ヘドウィグ・アンド・アングリーインチ』（1998年）といった、オフ・ブロードウェイのロック・ミュージカルが登場した。
そして、1990年代後期から2000年代にかけて、ロック・ミュージカルは復活を遂げた。エルトン・ジョン作曲の『アイーダ』（1998年、2000年）、『Lestat（吸血鬼レスタト）』（2006年）や、スティーヴン・シュワルツの『ウィキッド』（2003年）が、ロック・ナンバーを交えたジュークボックス・ミュージカル同様に当たっている。最も新しいところでは、ダンカン・シークの2007年トニー賞受賞作『Spring Awakening（春のめざめ）』、2009年トニー賞楽曲賞・主演女優賞ほか三部門を受賞した『Next to Normal（en）』、グリーン・デイの同名アルバムを元に製作された『American Idiot（en）』（2010年）がある。